# Ifigenia in Aulide (Cherubini)
Ifigenia in Aulide è l'ultima opera seria italiana di Luigi Cherubini.
Composta su libretto di Ferdinando Moretti, debuttò con successo al Teatro Regio di Torino il 12 gennaio 1788. Nell'autunno dello stesso anno fu rappresentata al Teatro alla Scala di Milano, ma da allora scomparve dai cartelloni dei teatri lirici, per essere ripresa solo il 24 giugno 2005 al Sassuolo Musica Festival, diretta da Tiziano Severini (revisione e trascrizione di Luciano Bettarini), per la regia di Beppe de Tomasi.

## Interpreti della prima rappresentazione
| Personaggio | Tipologia vocale      | Interprete               |
| ----------- | --------------------- | ------------------------ |
| Agamennone  | tenore                | Giuseppe Carri           |
| Ifigenia    | soprano               | Maria Marchetti Fantozzi |
| Achille     | contralto castrato    | Luigi Marchesi           |
| Ulisse      | mezzosoprano castrato | Gaspare Savoj            |
| Erifile     | soprano               | Camilla Onorati          |
| Arcade      | soprano               | Gaetana Augè             |
| Calcante    | basso                 | Luigi Monti              |